# Godisson
Godisson – miejscowość i gmina we Francji, w regionie Normandia, w departamencie Orne.
Według danych na rok 1990 gminę zamieszkiwało 68 osób, a gęstość zaludnienia wynosiła 11 osób/km² (wśród 1815 gmin Dolnej Normandii Godisson plasuje się na 818. miejscu pod względem liczby ludności, natomiast pod względem powierzchni na miejscu 788.).